# Moloșkî, Horodok
Moloșkî (în ucraineană Молошки) este un sat în comuna Rodatîci din raionul Horodok, regiunea Liov, Ucraina.

## Demografie
Componența lingvistică a localității Moloșkî
     Ucraineană (100%)
Conform recensământului din 2001, toată populația localității Moloșkî era vorbitoare de ucraineană (100%).